# Успение Богородично (Лъки)
Вижте пояснителната страница за други значения на Успение Богородично.
„Успение Богородично“ е възрожденска църква в неврокопското село Лъки, България, част от Неврокопската епархия на Българската православна църква. Обявена е за паметник на културата.

## Архитектура
Църквата е построена в 1844 година. В архитектурно отношение е трикорабна псевдобазилика с широка полукръгла апсида. Градена е от ломен камък. От източната страна е запазена двуетажната сграда на килийното училище. В интериора таваните са дъсчени и апликирани, като на средния е изобразен Христос Вседържител. Църквата е изписана със стенописи. Иконостасът е рисуван с резба по царските двери и венчилката. На цокълните пана има сцени от Шестоднева, а царските икони са от 1877 – 1880 година и са изпълнени с изискан рисунък и повишена декоративност. Празничните и апостолските икони са на друг зограф и също имат фин рисунък. Дървените колони, разделящи трите кораба, са изцяло изписани със стилизиран цветен орнамент. Владишкият трон, амвонът, киворият над престолната маса и проскинитарият са рисувани и леко резбовани в горните си части.